# آلفرد مارتین
آلفرد مارتین معروف به بیلی مارتین (انگلیسی: Billy Martin; ۱۶ مهٔ ۱۹۲۸ – ۲۵ دسامبر ۱۹۸۹) بازیکن بیس‌بال اهل ایالات متحده آمریکا بود.
از باشگاه‌هایی که در آن بازی کرده‌است می‌توان به نیویورک یانکیز اشاره کرد.